# Paulus Moreelse
Paulus Moreelse (Utrecht, 1571 – Utrecht, 6 marzo 1638) è stato un pittore e architetto olandese.

## Biografia
Fece il suo apprendistato presso il ritrattista di Delft Michiel van Miervelt e, verosimilmente, visitò l'Italia tra il 1598 e il 1601. Una volta tornato si fece una buona reputazione come pittore di ritratti ad Amsterdam e a Utrecht. Nel 1611 fu tra i fondatori della Gilda di San Luca nella sua città. Ricoprì vari incarichi onorari nel concilio di Utrecht.
Stilisticamente fu il primo pittore i cui ritratti mostrano sia una notevole accuratezza che una linea di contorno morbida.
Dipinse inoltre numerose opere a soggetto religioso e mitologico. Importante è la serie, dal 1622, dei ritratti idealizzati di pastori e pastorelle, di impianto teatrale, con una colorazione intensa e un'accentuazione di sguardi e gesti, tutti in contatto visivo diretto con lo spettatore.
Tra i suoi allievi vi furono il tenebrista Dirck van Baburen e suo figlio Johannes Pauwelszon Moreelse.